# سرخیو بنیتو
سرخیو بنیتو (انگلیسی: Sergio Benito؛ زادهٔ ۲۳ مارس ۱۹۹۹) بازیکن فوتبال است.